# Teatre grotesc
El teatre grotesc és un estil teatral naturalista que reflecteix una realitat entre còmica i tràgica, segons com el va definir el dramaturg italià Luigi Pirandello per a definir el seu propi estil teatral.
El grotesc teatral guarda afinitat amb l'espantall, forma dramàtica creada per l'espanyol Ramón del Valle Inclán, amb obres com "Luces de Bohèmia" i Les banyes de don Friolera. Valle Inclán va explicar que l'espantall tempta de mostrar la realitat en un mirall distorsionant per a provocar la reflexió de l'espectador.

## Etimologia
El mot "grotesc" deriva de l'italià grottesco que deriva de grotta, amb el sentit "de les grutes", i designa, en arquitectura, a l'estil o adorn que imita l'aspror de les roques. En general s'aplica a les escenes o gestos ridículs, xarons, vulgars o absurds. De fet, els primers usos del terme italià «grottesco» feien referència a les figures estrafolàries d'algunes pintures rupestres. A partir d'este ús inicial, l'adjectiu "grotesc" s'aplicà a persones que, pel seu aspecte o absurditat, feien riure; i, eixamplant-ne encara més el significat, passà a usar-se també per a qualificar gestos, situacions o comportaments que produïen una forta sensació d'estranyesa o de ridícul. En la terminologia artística, s'ha produït una substantivació de "grotesc" per a referir-se a un motiu ornamental pictòric o ceràmic, generalment constituït per la combinació d'elements vegetals, figures humanes i animals mitològics que s'entrellacen capritxosament.

## Teatre sud-americà
A Argentina i Uruguai, en castellà, s'usa la paraula grotesco per a designar el teatre derivat del sainet i el vodevil.
És un tipus de representació de començaments del segle xx que mostra la vida dels immigrants en els inquilinatos (conventillos), amb pinzellades caricaturesques degudes a la sorna amb què els criolls solien veure italians, espanyols, russos o àrabs, arribats en onades des de la dècada de 1880. Aquests personatges s'amuntegaven en cambres barates que generalment compartien un pati. Alguns dels autors de sainet tanmateix eren fills d'aquests immigrants. La peça més destacada d'aquest estil ha estat El conventillo de la Coloma, d'Alberto Vacarezza, l'escenari principal de la qual és precisament el pati del inquilinato.
En la dècada dels anys 20, el dramaturg Armant Discépolo va introduir un tomb dramàtic i ombrívol en la focalització d'aquests ambients i va crear el que ell mateix va anomenar "grotesc crioll". Les obres "Mustafá", "Giácomo", "Babilònia", "Stéfano", "Cremona" i "Rellotger", estrenades entre 1921 i 1934, són tragicomèdies representatives d'una dramatúrgia que va influir en autors posteriors, com Roberto Cossa, Osvaldo Dragún, Carlos Gorostiza i Griselda Gambaro.